# Насакина, Нина Валерьяновна
Нина Валерьяновна Насакина (1904—1979) — русский поэт-переводчик.

## Биография
Нина Валерьяновна родилась в Варшаве в 1904 году, её отцом был дворянин Валерий Владимирович Насакин(1871—1906), служивший в Уланском Его Величества лейб-гвардии полку штабс-ротмистром и умерший в Понике, мать — Елена Владимировна Насакина. У Нины Валерьяновны был брат Николай и сестра Елизавета.
Она имела отличное образование — училась в Сызрани, Пензе и Москве, свободно владела французским, а также знала немецкий и шведский языки.
Как рассказывала сама Насакина своим друзьям, её семья была знакома с А. А. Блоком, отец которого был профессором Варшавского университета.
Нина Валерьяновна долгое время преподавала французский язык в Московском государственном педагогическом институте иностранных языков имени Мори́са Торе́за. Примерно в 60-70 годах вышла на пенсию, но продолжала заниматься художественными переводами.
Скончалась на 75 году жизни, похоронена на 56 участке Ваганьковского кладбища в Москве.

## Работа и творчество
Насакина очень любила творчество Блока, четыре стихотворения которого она безупречно перевела на французский язык.
Самым тяжким испытанием в своей жизни для неё стал труд, который многие считали непосильным: перевод «Евгения Онегина» А. С. Пушкина на французский. Тем не менее, ей это удалось. Её работу по достоинству оценили писательница Т. Л. Щепкина-Куперник, писатель А. А. Игнатьев, автор Французско-русского словаря К. А. Ганшина, филолог Е. Г. Эткинд, филолог Д. С. Лихачёв и другие.
Вот, что сказала Татьяна Львовна по поводу насакинского перевода:
Ознакомившись с её переводами, — писала она, — я нашла, что они не только точны и добросовестны, но и музыкальны и хороши по форме
А. А. Игнатьев выразил своё мнение следующими словами:
Сознаюсь, не без предубеждения приступил я к изучению перевода на почти родной для меня французский язык бессмертного творения нашего великого поэта. Упрощенность французского стихосложения должна была, как мне казалось, препятствовать передаче всех тонкостей столь изощренных пушкинских рифм. Но первые же строфы меня пленили, а последующие убедили, что передо мной не обыкновенный перевод, а высокохудожественное литературное произведение
До этого считалось, что творчество Александра Сергеевича не поддается полноценному мелодичному переводу на французский — именно поэтому его «Евгения Онегина» переводили прозой, верлибром и александрийским стихом.
Французский филолог и переводчик А. Менье даже как-то сказал:
у русского поэта мало шансов занять у нас подобающее ему место
Усилиями Нины Валерьяновны миф о непереводимости творчества А. С. Пушкина на французский был развеян.

## Публикации
Попытки опубликовать переводы Нины Валериановны велись с середины XX в., но её труды были изданы лишь после её смерти: в 2010 г. издательством «Тончу», совместно с журналом «Наше наследие» был отпечатан сборник «Евгений Онегин. Избранная лирика», где содержались сочинения А. С. Пушкина с параллельными русским и французским текстами.
- А. С. Пушкин. Евгений Онегин. Избранная лирика / Перевод на французский язык Н. В. Насакиной. — М., Издательский Дом Тончу: журнал «Наше наследие», 2010. — 208 с.